# Pozitívmű
A pozitívmű vagy hátpozitív (németül Rückpositiv) az orgona egyik, a főműnél kisebb műve (regisztercsoportja, szerkezeti egysége), amelyet gyakran a főműtől térben is elkülönítetten alakítanak ki. A francia romantikus típusú orgonákon a második, a német barokk építési hagyományokat követő orgonákon az első manuálhoz tartozik. A magyar orgonatájon előfordul, hogy a pozitívmű nem az első manuálhoz tartozik.

## Elnevezése
A barokkban inkább a „hátpozitív” elnevezést alkalmazták, tekintettel arra, hogy az orgonista hagyományosan háttal ült a szentélynek, a pozitívművet pedig a barokk orgonák esetében leggyakrabban a karzat mellvédjében helyezték el, így tehát a pozitívmű az orgonista háta mögé került. A francia romantika orgonái esetében a pozitívművet a többi manuállal egyazon szekrényben helyezték el, így ez esetben inkább a „pozitívmű” elnevezés a használatos. Korunkban az, hogy melyik elnevezést használjuk, attól függ, hogy milyen diszpozíciójú orgonáról beszélünk, és ebből kifolyólag hová kerül a pozitívmű.

## Kialakítása
A pozitívmű a korábbi szentélyorgona (pozitív orgona) karzatra vitelével jött létre. Azzal, hogy a karzat mellvédjébe került, két rendkívül előnyös tulajdonságra tett szert: egyrészt hangja szabadon kicseng a templom terébe, másrészt hangzása roppant hatásos módon állítható szembe a főmű plénumhangzásával. Ezen tulajdonságai a pozitívművet rendkívül alkalmassá teszik dallamok kiemelésére, illetve a főművel való kontraszt- és visszhanghatások keltésére. Küllemével kapcsolatban szembetűnő az a sok pozitívművel épített orgonánál megfigyelhető jelenség, hogy a pozitívmű és a főmű homlokzatában elhelyezett homlokzati sípokat teljesen hasonlóan képezték ki, a pozitívmű homlokzata és szekrényének díszítése szinte kicsinyített mása a főműének.

## Diszpozíciója
A principál-regiszterek elhelyezkedése alapvetően kétféle lehet. Az első: amennyiben a pedálon 32’, a főművön pedig 16’ principál van, a pozitívművön 4’ principál a legmagasabb principál regiszter. Ily módon a 8’ magasságban egy fuvolát, egy födöttet, vagy mindkettőből egyet-egyet találunk. A második: amennyiben a pedálművön 16’-, a főművön pedig 8’ principál a legmagasabb, úgy a pozitívművön 2’ principál a legalacsonyabb principál regiszter. Ily módon 8’ és 4’ magasságban találhatunk 8’ födöttet vagy fuvolát; és 4’ magasságban szintén fuvolát vagy födöttet.